# パイク郡 (ミシシッピ州)
パイク郡（英: Pike County）は、アメリカ合衆国ミシシッピ州の南西部に位置する郡である。2010年国勢調査での人口は40,404人であり、2000年の38,940人から3.8%増加した。郡庁所在地はマグノリア市（人口2,420人）であり、同郡で人口最大の都市はマコーム市（人口12,790人）である。郡名は探検家のゼブロン・パイクに因んで名付けられた。
パイク郡はマコーム小都市圏に属している。

## 歴史
パイク郡は1815年12月9日に、ミシシッピ準州議会の法により、マリオン郡から分離して設立された。1816年12月11日、米英戦争で戦死したアンドリュー・ハンター・ホームズに因むホームズビルの町が郡庁所在地に選定された。1873年、住民投票でマグノリアが新しい郡庁所在地に選ばれた。

## 地理
アメリカ合衆国国勢調査局に拠れば、郡域全面積は410.78平方マイル (1,063.9 km2)であり、このうち陸地408.89平方マイル (1,059.0 km2)、水域は1.89平方マイル (4.9 km2)で水域率は0.46%である。

### 主要高規格道路
- 州間高速道路55号線
- アメリカ国道51号線
- アメリカ国道98号線
- ミシシッピ州道24号線
- ミシシッピ州道44号線
- ミシシッピ州道48号線
- ミシシッピ州道570号線
- ミシシッピ州道584号線

### 隣接する郡
- リンカーン郡 - 北
- ワルトホール郡 - 東
- ワシントン郡 (ルイジアナ州) - 南東
- タンジパホア郡 (ルイジアナ州) - 南
- エイメット郡 - 西

## 人口動態
以下は2000年国勢調査による人口統計データである。
| 基礎データ - 人口: 38,940人 - 世帯数: 14,792 世帯 - 家族数: 10,502 家族 - 人口密度: 37人/km2（95人/mi2） - 住居数: 16,720軒 - 住居密度: 16軒/km2（41軒/mi2） 人種別人口構成 - 白人: 51.25% - アフリカン・アメリカン: 47.53% - ネイティブ・アメリカン: 0.19% - アジア人: 0.33% - 太平洋諸島系: 0.01% - その他の人種: 0.20% - 混血: 0.50% - ヒスパニック・ラテン系: 0.73% 年齢別人口構成 - 18歳未満: 27.7% - 18-24歳: 10.1% - 25-44歳: 26.0% - 45-64歳: 22.1% - 65歳以上: 14.2% - 年齢の中央値: 35歳 - 性比（女性100人あたり男性の人口） - 総人口: 88.0 - 18歳以上: 83.2 | 世帯と家族（対世帯数） - 18歳未満の子供がいる: 34.2% - 結婚・同居している夫婦: 46.8% - 未婚・離婚・死別女性が世帯主: 19.9% - 非家族世帯: 29.0% - 単身世帯: 26.5% - 65歳以上の老人1人暮らし: 12.0% - 平均構成人数 - 世帯: 2.57人 - 家族: 3.12人 収入と家計 - 収入の中央値 - 世帯: 24,562米ドル - 家族: 29,415米ドル - 性別 - 男性: 27,450米ドル - 女性: 17,405米ドル - 人口1人あたり収入: 14,040米ドル - 貧困線以下 - 対人口: 25.3% - 対家族数: 21.5% - 18歳未満: 35.5% - 65歳以上: 19.7% |

## 都市と町

### 都市
- マグノリア - 郡庁所在地
- マコーム

### 町
- オサイカ
- サミット

### 未編入の町
- チャタワ
- ファーンウッド
- ホームズビル
- カークビル
- プライスデール
- プログレス